# X-Ray Eyes
"X-Ray Eyes" is een single van de Zweedse punkband Randy. Het nummer is de zesde track van het vijfde studioalbum Welfare Problems dat ook in 2004 via Burning Heart Records is uitgegeven. De single werd uitgebracht in Zweden op cd via het platenlabel Burning Heart Records. De single werd ook uitgegeven in het Verenigd Koninkrijk via het label Must... Destroy!! als 7-inch plaat. Deze editie is beperkt tot 500 exemplaren.

## Nummers
1. "X-Ray Eyes" - 3:24
2. "Sell Out" - 2:30
3. "A Little Rock" - 2:45

## Band
- Johan Gustavsson - basgitaar, zang
- Fredrik Granberg - drums
- Johan Brändström - gitaar, zang
- Stefan Granberg - gitaar, zang